# Bo Finnkvist
Bo Gunnar Finnkvist, född 7 mars 1939 i Ekshärads församling i Värmlands län, är en svensk järnbruksarbetare och  socialdemokratisk politiker, som mellan 1981 och 1997 var riksdagsledamot för Värmlands läns valkrets.